# Серхед
Серхе́д (Сархе́д) — плоскогорье в Иране, в южной части Восточно-Иранских гор.
Протяжённость с северо-запада на юго-восток составляет около 400 км. Высота хребтов — от 2500 до 3000 м, а разделяющих их обширных впадин около 1500 м. Наиболее высокая вершина — потухший вулкан Тефтан (4042 м), который большую часть года покрыт снегом. Неподалёку от Тефтана находятся ещё несколько потухших вулканов. В рельефе преобладают горные пустыни и полупустыни с зарослями колючих подушковидных кустарников; выше 2000 м — горные степи.
Серхед — важнейший животноводческий район Ирана. На пологих склонах — богарное земледелие.